# Telt
Et telt er en (midlertidig) bolig bestående af et skelet af en eller flere teltstænger eller grene. Skelettet er overtrukket med klæde eller skind, en såkaldt teltdug, som fæstnes til underlaget med pløkker og eventuelt barduner for stabilitet, eller bindes fast i de nærmeste træer eller andre faste genstande.

## Materialer
De fleste moderne teltduge er lavet af nylon og polyester, mens teltstængerne er lavet af enten glasfiber eller aluminium for fleksibilitet. Pløkker kan være lavet af vidt forskellige materialer (alt efter underlaget; jord, fjeldgrund, sne og så videre) som træ, bambus, plastik, aluminium eller titanium.

## Teltbrug
Telte har været anvendt siden forhistorisk tid af jæger og samlersamfund som midlertidig bolig under jagtrejser og andre midlertidige ophold udenfor den mere permanente boplads.
Nomadiske folkeslag har ofte haft en meget veludviklet tradition for telte udformet til præcist det klima, de har vandret igennem.
Telte benyttes også til friluftsliv, ekspeditioner, militære felttog og forskning i øde egne, under alle vejrforhold og årstider, til forskellige formål såsom:
- boform
- samlingssted
- spisestue
- kontor / mødelokale
- køkken
- kommunikationscenter
- hospital
- laboratorie og/ eller
- kommandocentral

I dagens Danmark anvendes telte mest af campister, som anvender det i ferieøjemed, samt af festivalgæster, som midlertidig bolig under festivalen.

## Telttyper
Der findes mange forskellige telttyper til mange forskellige formål.
Blandt kendte traditionelle telttyper kan nævnes:
- Tunneltelt
- Geodæsisk telt
- Kuppeltelt også kaldet iglotelt
- Tipi
- Lavvu
- Yurth
- Cirkustelt
- Teltvogn bedre kendt som CampLet og CombiCamp
- Fortelt til campingvogne

- Wikimedia Commons har flere filer relateret til Telt

## Eksterne links
- Guide: Vælg det rigtige telt hos Det Danske Spejderkorps
- 28 tips til overnatning i telt om vinteren hos telttesten.dk